# Type 99 (mimetica)

Un esempio di mimetica Type 87.

Type 87 è il nome con cui viene designato un tipo di mimetica usata dall'Esercito Popolare di Liberazione della Repubblica Popolare Cinese.
Ci sono molte varianti, la principale è un camuffamento per zone boschive a quattro colori con due diverse tonalità di verde, giallo chiaro e nero. Lo schema del Type 87 imita quello della mimetica M81 Woodland con un design a macchie ramificate che si intersecano.

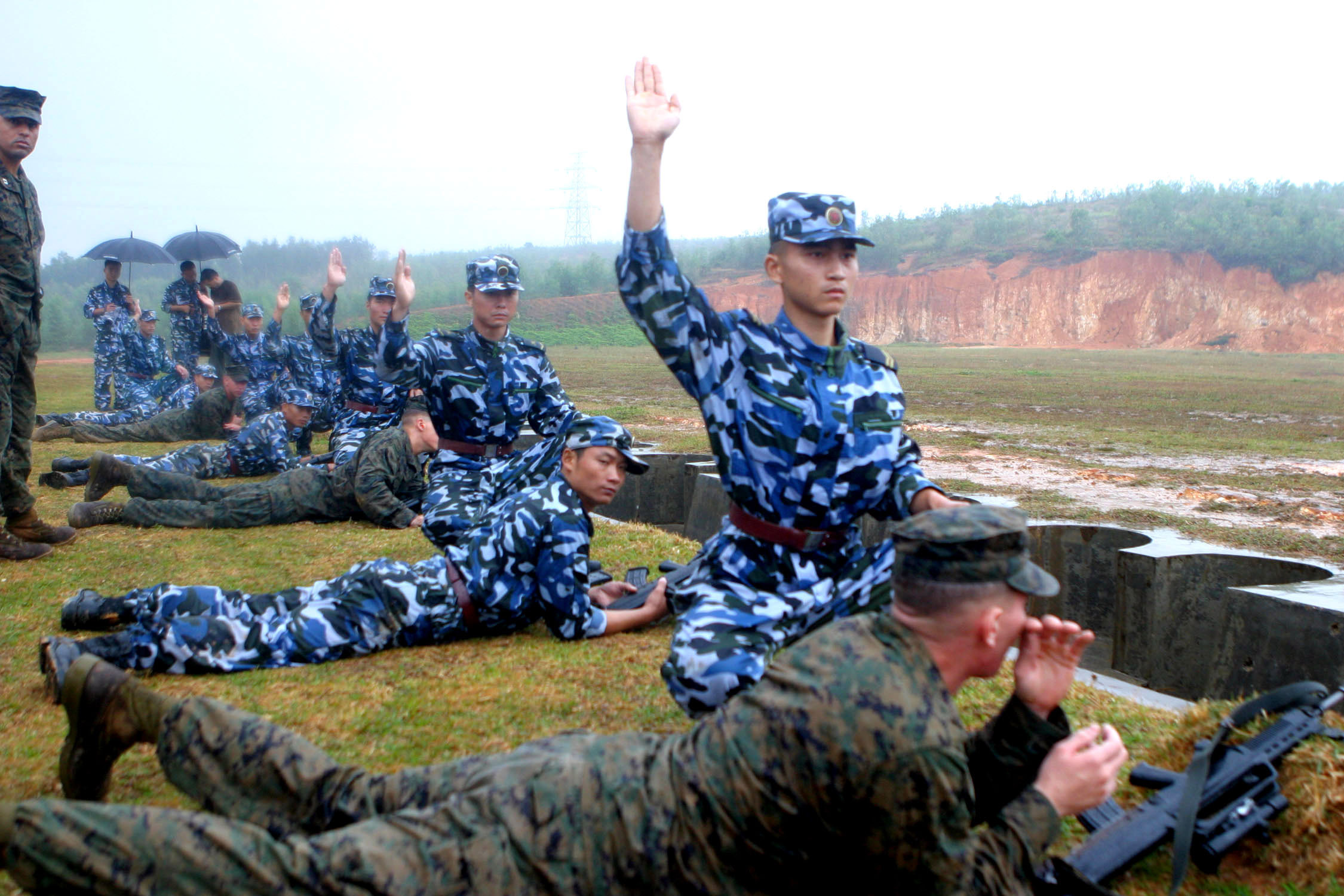
Esercitazione di marines statunitensi e cinesi (questi ultimi dotati di mimetiche Type 99) presso Zhanjiang, Cina.

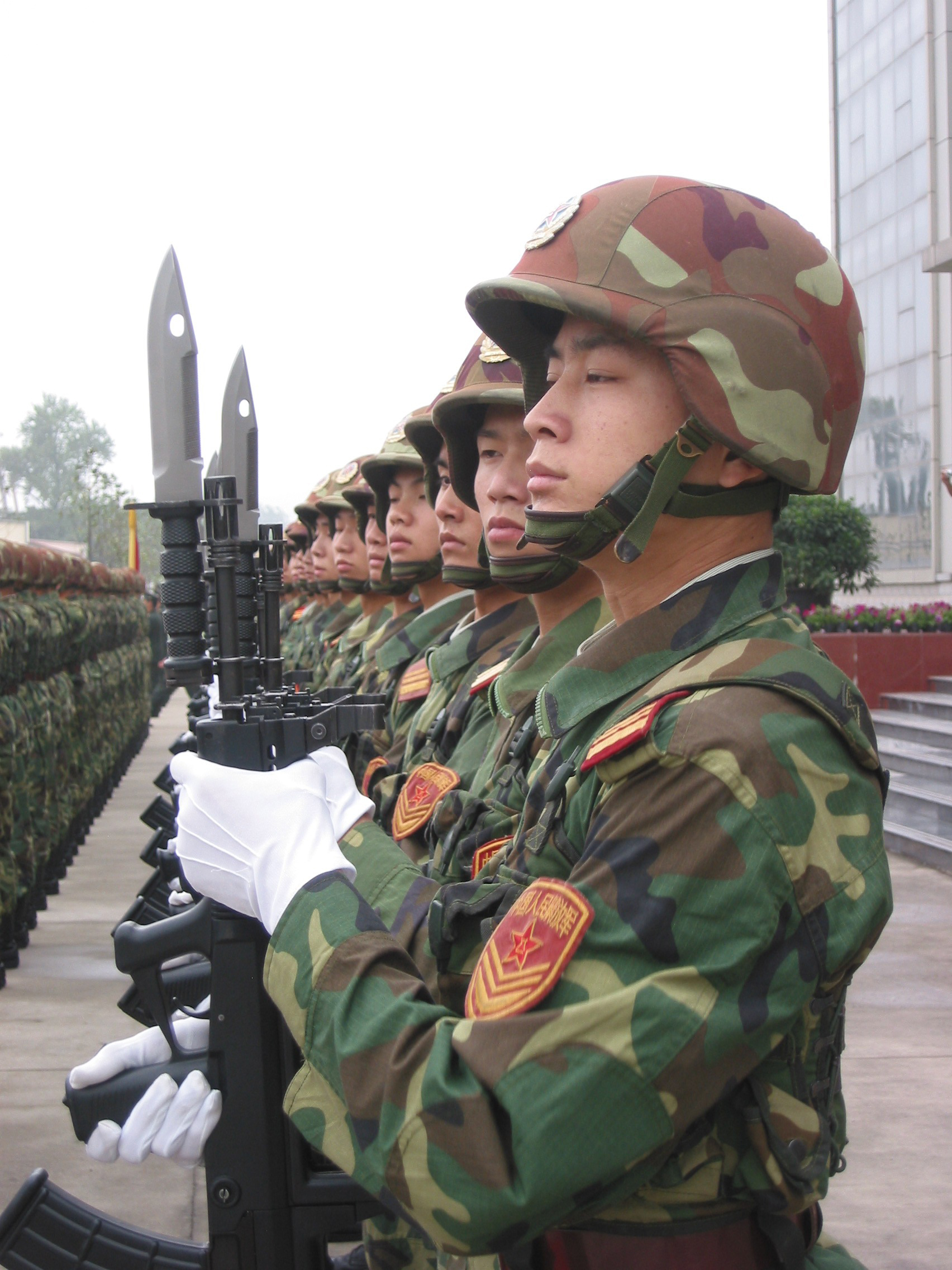
Guardia d'onore in una base a Nanjing, 2009